# 越南高速鐵路
越南高速鐵路（越南语：／）是越南擬建的高速鐵路系統，計劃中的高速鐵路線有兩條，其中南北高速鐵路全長1,545公里，起自河內市，止於胡志明市，沿途經過峴港市等21個省市；胡志明市－芹苴高速鐵路全長139公里，起自胡志明市，止於芹苴市，總成本預計為50億美元。

## 歷史

### 概念提出
越南兴建高速铁路的计划早于2002年就被提上了越南政府的议事日程，在当时越南政府总理批准2020年越南铁路运输发展计划中，首次提出除了改善现有的铁路系统之外，还要建造一条连接河内与胡志明市两地，全长运行时间在10个小时之内，并且能与国际铁路接轨的南北高速铁路。按照最初的规划，越南计划将高速铁路项目分为三个阶段落实，在2007年至2009年的第一阶段，将首先制定投资报告并交由国会批准通过； 在2010年至2015年的第二阶段，将开工建设河内至顺化段和胡志明市至芽庄段；在2015年以后的第三阶段将完成建设顺化至芽庄段。项目总投资额预计为330亿美元，其中230亿美元计划使用外国提供的政府开发援助（ODA）贷款。
2002年至2009年间，越南政府分别与韩国和日本的顾问团队合作，就越南高速铁路项目进行可行性研究，但由于韩国未能对越南高铁项目提供ODA贷款，因此越南方面倾向采用日本的资金和技术。越南总理阮晉勇在2006年到訪日本後，日本政府承諾會提供政府開發援助，支援越南興建高鐵。當時，越南和日本的政府共同簽署了一份關於越南高鐵和北南高速公路工程的諒解備忘錄。

### 第一次計劃

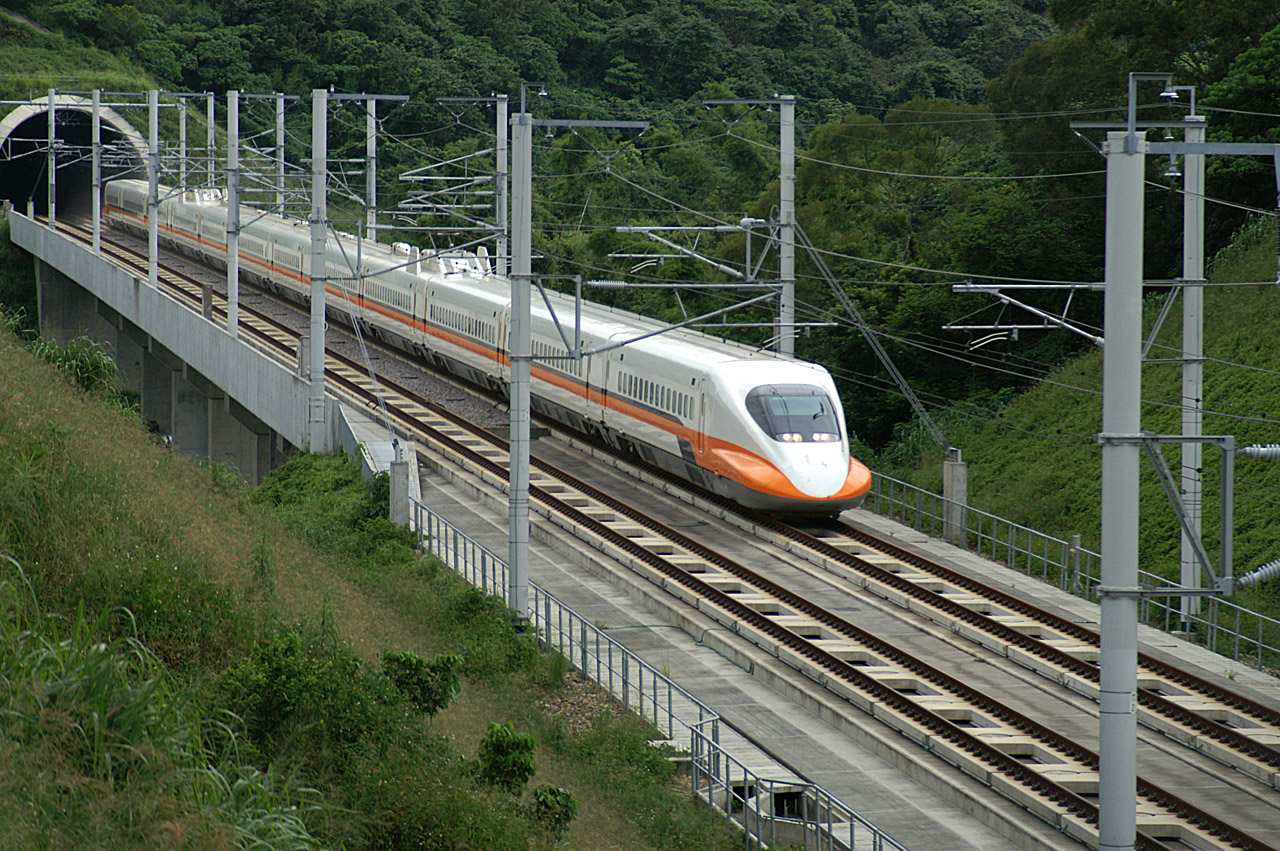
日本新幹線使用的科技曾被建議用於越南南北高鐵中（本圖為應用日本新幹線技術的台灣高鐵700T型電聯車）。

2009年11月，越南总理阮晋勇在东京召开的首届“日本和湄公河流域领袖会谈”期间，向日本首相鳩山由紀夫表达了引进新幹線技术兴建高速铁路的意愿，并于12月邀请日本国际协力机构（JICA）对该项目进行评估。2010年3月，高铁计划在越南政府內部由內閣會議敲定，并于同年6月正式将议案提交越南国会审议。根据该规划，越南将修建全长约1570公里、设计时速350公里、采用标准轨距的南北高速铁路。高铁提案旋即引起越南社会上的激烈讨论，不仅逾560亿美元的投资规模遭到国会议员质疑，越南民眾亦对高鐵計劃普遍持反對態度。
經過一個月的審議，越南國會在2010年6月19日否決了政府提出的高鐵計劃，有國會代表表示，高鐵的成本大約是越南本地生產總值的一半，普通越南人坐不起。當地一位資深經濟師曾批評高鐵計劃「在經濟上不健全」，又表示高鐵建成之後沒辦法服務大部分越南人民，因為有70%的越南人是住在農村裏的農民。據報導，一些國會代表要求越南政府再次研究高鐵項目。
及至2010年10月，越南交通部證實高鐵計劃被擱置，有待進一步研究。當時越南铁路总公司的主席說，越南政府將在2011年越南共產黨領導層換屆後提出另一個高鐵計劃，而日本国际协力机构（JICA）則可能接受請求，為兩段優先興建的高速鐵路——河內至榮市段，以及榮市至胡志明市段高鐵進行可行性研究。越南政府副總理黃忠海在2010年10月與交通部進行會議期間，檢討越南各地重點交通基建項目的工程進展，據報導，他命令交通部成立一個指導委員會，接受日本為上述兩段高鐵線路而提供的技術援助。
日本國土交通省鐵路局一名處長表示，日本政府目前有意將日本的基建技術（例如新幹線）引入經濟日益發達的地方，不過他們把越南高鐵項目當作一項長期項目來處理。他在2010年8月的一次會談中表示，現有的越南鐵路是未電氣化的單線鐵路，他們需要循序漸進，還表示他們如果要建設高速鐵路，就需要吸納、培訓熟悉鐵路技術的專業人才，和制定適當的法例。

### 第二次計劃
2013年3月，JICA向有關當局提交了專案開發報告，制定了第二個南北高速鐵路計畫。 2015年，越南交通部重启南北高铁计划。经过4年研究，该部门于2019年为该项目提出新方案，计划2030年左右啟用北部河內至榮市（約280公里）、南部胡志明市至芽莊（約360公里）2個區間的線路，2045年全線開通運營，设计時速350公里，單程需5小時30分鐘左右。但計劃投資部公開表示反對該方案，計劃投資部認為，項目費用高昂，可能導致其他基礎設施建設遲緩，因此提出有必要大幅削減成本。另一方面，日本对于是否援助越南重启南北高铁计划态度模糊，主要原因是不确定越南政府的動向，以及征地费用及过程的悲观评估。

### 寻求中国援助
2023年中国与越南提出新建连接两国的标准轨铁路，此后越南开始寻求中国对南北高铁的援助，派出多位官员访问中国铁路公司。2024年6月，越南交通部长阮文胜正式宣布计划在2030年前启动南北高速铁路的建设，目标是在2035年完工，该项目设计速度为每小时350公里，用於客運，必要時也可用於貨運，线路采用复线，軌距1435毫米，長度1545公里。为了支持这一重大基础设施的开发，越南总理范明正表示寻求中国企业的投资和援助。7月亞投行宣布为越南包括高铁在内的建设提供50億美元貸款。
不过2024年10月，越南交通運輸部副部長阮名輝表示，將透過國家預算支出，而非依賴國外貸款蓋高鐵。阮名輝強調：「越共政治局決定不依賴外國，因為向任何國家貸款都會受到束縛。」因此若需向國外貸款，金額不會太大以減少約束，並要求技術轉移給越南。在技術選擇上，不僅考慮成本，還會考慮技術轉移的可能性。如果有外國承包商參與，先決條件是必須使用越南生產的商品和服務，為越南企業創造參與機會。目前，交通運輸部門已有能力承擔橋梁、隧道建設。

### 第三次计划
2024年11月30日，越南第十五届国会第八次会议通过关于北南高铁项目投资政策的决议，计划耗资670亿美元，设计时速为每小时350千米，从北边首都河内市连接到南边重要城市胡志明市，全长1500多千米，将停靠20个省市的23个客运站和5个货运站，争取2027年动工，预计2035年完成。

## 路線

### 南北高速鐵路
南北高速鐵路是一條全長1545公里的複線鐵路，採用標準軌距（1435毫米）建设。按照最初計劃，南北高鐵的建設工程將分為兩到三個階段。第一階段為全長285公里的河內－榮市段和全長364公里的胡志明市－芽莊段，將在2032年啟用。第二階段為榮市－芽莊段，將在2050年前落成通車（一說榮市－峴港段為第二階段，預計在2040年啟用，峴港－芽莊段第三階段，預計在2050年通車）。
不过2024年最新情况，越南政府表示计划在2030年前启动南北高速铁路的建设，目标是在2035年完工，项目设计速度为每小时350公里，用於客運，必要時也可用於貨運。

### 胡志明市－芹苴高速鐵路
按照南方科学技术研究院（Viện Khoa học và Công nghệ phương Nam）和南方交通運輸設計諮詢股份公司（Công ty cổ phần tư vấn thiết kế giao thông vận tải phía Nam）提出的方案，胡志明市－芹苴高速鐵路橫跨6個省市，全長139公里，起自胡志明市平政縣新建地鐵站，止於芹苴市丐龟港。這條高速鐵路通車之後，高速列車的營運時速將超過200公里，屆時乘客來往胡志明市和芹苴的時間將從3個半小時，縮短到45分鐘。